# Finale de la Coupe d'Afrique des nations de football 1996
La finale de la Coupe d'Afrique des nations de football 1996 est un match de football qui se déroule le 3 février 1996 au FNB Stadium de Johannesbourg, en Afrique du Sud, pour déterminer le vainqueur de la compétition organisée par la Confédération africaine de football.
L'Afrique du Sud remporte son premier titre en battant la Tunisie (2-0). Le match réunit à la fois le président sud-africain, Nelson Mandela, son vice-président Frederik Willem de Klerk et son ministre des Sports Steve Tshwete (en), tous les trois félicitant les Bafana Bafana qui soulèvent le trophée à domicile devant une foule multiraciale.

## Parcours respectifs
Note : dans les résultats ci-dessous, le score du finaliste est toujours donné en premier.
| Équipe         | Pts | J | G | N | P | BP | BC | +/- |
| -------------- | --- | - | - | - | - | -- | -- | --- |
| Afrique du Sud | 6   | 3 | 2 | 0 | 1 | 4  | 1  | +3  |
| Égypte         | 6   | 3 | 2 | 0 | 1 | 4  | 3  | +1  |
| Cameroun       | 4   | 3 | 1 | 1 | 1 | 5  | 7  | −2  |
| Angola         | 1   | 3 | 0 | 1 | 2 | 4  | 6  | −2  |

| Équipe        | Pts | J | G | N | P | BP | BC | +/- |
| ------------- | --- | - | - | - | - | -- | -- | --- |
| Ghana         | 9   | 3 | 3 | 0 | 0 | 6  | 1  | +5  |
| Tunisie       | 4   | 3 | 1 | 1 | 1 | 5  | 4  | +1  |
| Côte d'Ivoire | 3   | 3 | 1 | 0 | 2 | 2  | 5  | −3  |
| Mozambique    | 1   | 3 | 0 | 1 | 2 | 1  | 4  | −3  |

## Finale
| 3 février 1996 | Afrique du Sud   | 2 – 0 | Tunisie | FNB Stadium, Johannesbourg                        |                                                   |
|                | Williams 73e 75e |       |         | Spectateurs : 80 000 Arbitrage : Charles Massembé | Spectateurs : 80 000 Arbitrage : Charles Massembé |

| Afrique du Sud | Tunisie |

| AFRIQUE DU SUD : |    |                      |     |     |
|                  |    |                      |     |     |
| GK               | 1  | Andre Arendse        |     |     |
| RB               | 2  | Sizwe Motaung        |     |     |
| CB               | 4  | Lucas Radebe         |     |     |
| CB               | 5  | Mark Fish            |     |     |
| LB               | 9  | Neil Tovey ()        |     |     |
| RM               | 21 | Eric Tinkler         |     |     |
| CM               | 8  | Linda Buthelezi (en) | 29e | 51e |
| CM               | 15 | Doctor Khumalo       |     |     |
| LM               | 10 | John Moshoeu         |     |     |
| CF               | 6  | Phil Masinga         |     | 65e |
| CF               | 17 | Shaun Bartlett       |     |     |
| Remplaçants :    |    |                      |     |     |
| MF               | 19 | Helman Mkhalele      |     | 51e |
| FW               | 11 | Mark Williams        |     | 65e |
| Sélectionneur :  |    |                      |     |     |
| Clive Barker     |    |                      |     |     |

| TUNISIE :         |    |                       |        |     |
|                   |    |                       |        |     |
| GK                | 1  | Chokri El Ouaer ()    |        |     |
| RB                | 14 | Sabri Jaballah        | Averti |     |
| CB                | 6  | Ferid Chouchane       |        |     |
| CB                | 4  | Mounir Boukadida      |        |     |
| LB                | 5  | Hédi Berrekhissa      |        |     |
| RM                | 20 | Riadh Bouazizi        |        | 77e |
| CM                | 10 | Kaïs Ghodhbane        |        | 46e |
| CM                | 12 | Sofiane Fekih         |        |     |
| LM                | 8  | Zoubair Baya          |        |     |
| CF                | 11 | Adel Sellimi          |        |     |
| CF                | 18 | Mehdi Ben Slimane     |        |     |
| Remplaçants :     |    |                       |        |     |
| DF                | 21 | Lassaad Hanini        | 67e    | 46e |
| FW                | 9  | Abdelkader Ben Hassen |        | 77e |
| Sélectionneur :   |    |                       |        |     |
| Henryk Kasperczak |    |                       |        |     |

## Résultat
| CAN 2004 : Vainqueur Afrique du Sud 1er titre |